# Eternii (film)
Eternii (în engleză Eternals) este un film Marvel Comics cu supereroi din 2021 scris și regizat de Chloé Zhao. În rolurile principale au interpretat actorii Gemma Chan, Richard Madden, Kumail Nanjiani, Lia McHugh, Brian Tyree Henry, Lauren Ridloff, Barry Keoghan, Don Lee, Harish Patel, Kit Harington, Salma Hayek și Angelina Jolie. Filmul este disponibil în formatele 3D, IMAX 3D, Dolby Atmos subtitrat iar în limba română dublajul este asigurat de Randi (Ikaris), Cosmin Seleși (Kingo), Iuliana Beregoi (Sprite), Guz (Phastos), David Popovici (Druig) și Mihai Șora (Karun). 

## Prezentare
În anul 5000 î.Hr., zece Eterni cu superputeri — Ajak, Sersi, Ikaris, Kingo, Sprite, Phastos, Makkari, Druig, Gilgamesh și Thena — sunt trimiși de către celestul Arishem pe Pământ pe nava lor, Domo, pentru a extermina Devianții invazivi. Ultimii Devianți sunt aparent uciși în 1521, când părerile grupului diferă cu privire la relația lor continuă cu omenirea. În următorii cinci sute de ani, ei trăiesc în mare parte separați, așteptând ordinele lui Arishem.
În prezent, Sersi și Sprite locuiesc împreună la Londra. După ce partenerul lui Sersi, Ikaris, a părăsit-o cu secole în urmă, ea are acum o relație cu Dane Whitman, care lucrează la Muzeul de Istorie Naturală. Când cei trei sunt atacați de deviantul Kro, Ikaris sosește și alungă creatura. Cei trei Eterni călătoresc în Dakota de Sud pentru a se întâlni cu liderul lor, Ajak, doar pentru a o găsi moartă. Sersi este aleasă postum de Ajak drept succesor, dându-i capacitatea de a comunica cu Arishem.
Sersi află astfel că misiunea Eternilor a fost de fapt pregătirea Pământului pentru Apariție. Arishem explică că, de milioane de ani, el a plantat semințele celeștilor în interiorul planetelor unde energia extrasă de la populațiile mari native permite să se nască noi celești. Devianții au fost trimiși să distrugă prădătorii (animalele) de vârf ai fiecărei planete pentru a asigura dezvoltarea vieții inteligente, dar când devianții au evoluat și au început să vâneze populațiile native ale planetelor, Arishem i-a creat pe Eterni pentru a-i contracara. Odată cu inversarea Blip-ului, Pământul a atins populația maximă necesară nașterii lui Tiamut celestul, ceea ce va duce la distrugerea Pământului și extincția omenirii.
Sperând să întârzie Apariția, Eternii se întrunesc din nou. În locuința lui Druig din pădurea tropicală amazoniană, sunt atacați de devianți. Îi omoară pe toți, cu excepția lui Kro, care îl ucide pe Gilgamesh înainte de a fugi. Phastos propune O Singură Minte (Uni-Mind), o conexiune între toți Eternii care i-ar da lui Druig suficientă putere pentru a-l adormi pe Tiamut cu puterile sale de control al minții. Cu toate acestea, Ikaris dezvăluie că Ajak i-a povestit despre Apariția cu secole înainte. Când Ajak i-a spus că dorește să oprească Apariția, el a condus-o la devianții care au ucis-o. Sprite se alătură lui Ikaris datorită iubirii sale neîmpărtășite pentru el, în timp ce Kingo alege să plece.
Makkari găsește locul Apariției, un vulcan activ din Oceanul Indian, unde Ikaris și Sprite încearcă să-i oprească. Druig îl elimină pe Sprite, iar Phastos îl reține pe Ikaris. Kro sosește și este ucis de Thena. Druig nu poate să-l adoarmă pe Tiamut, iar Sersi încearcă să-l transforme în marmură. Ikaris se eliberează și se duce s-o omoare pe Sersi, dar nu poate din cauza dragostei lui pentru ea. Atât el, cât și Sprite se alătură celorlalți în Uni-Mind și Sersi dobândește suficientă putere pentru a-l transforma pe Tiamut în marmură. Apăsat de sentimente de vinovăție, Ikaris zboară în Soare. La cererea lui Sprite, Sersi folosește energia rămasă din Uni-Mind pentru a o transforma pe Sprite într-un om, punând capăt stării ei permanente de copil. Thena, Druig și Makkari se duc în nava Domo pentru a găsi  Eternii de pe alte planete și pentru a-i avertiza cu privire la alte Apariții, în timp ce Sersi, Phastos și Kingo rămân pe Pământ.
Dane își mărturisește dragostea pentru Sersi și este pe cale să dezvăluie un secret despre istoria familiei sale când ea, Phastos și Kingo sunt ridicați în spațiu de Arishem. Nemulțumit de trădarea lor, Arishem spune că va cruța omenirea dacă amintirile Eternilor arată că oamenii sunt demni să mai trăiască. Jurând să se întoarcă pentru judecată, el îi duce pe cei trei cu el într-o singularitate. Într-o scenă de la mijlocul genericului de final, Thena, Makkari și Druig îl întâlnesc pe Eternul Eros, fratele lui Thanos, și pe asistentul său, Pip, Trolul, care își oferă ajutorul. Într-o scenă de după generic, Dane deschide o cutie care conține Lama din abanos și o persoană nevăzută se întreabă dacă este pregătit pentru asta.

## Distribuție
- Gemma Chan  - Sersi
- Richard Madden  - Ikaris
- Kumail Nanjiani  - Kingo
- Lia McHugh  - Sprite
- Brian Tyree Henry  - Phastos
- Lauren Ridloff  - Makkari
- Barry Keoghan  - Druig
- Don Lee  - Gilgamesh
- Harish Patel  - Karun
- Kit Harington  - Dane Whitman
- Salma Hayek  - Ajak
- Angelina Jolie  - Thena